# Taiki Arai
Taiki Arai (japanisch 新井 泰貴 Arai Taiki; * 19. Juni 1997 in der Präfektur Kanagawa) ist ein japanischer Fußballspieler.

## Karriere
Taiki Arai erlernte das Fußballspielen in der Jugendmannschaft von Shonan Bellmare sowie in der Universitätsmannschaft der Sanno University. Seinen ersten Profivertrag unterschrieb er im Februar 2020 bei Gainare Tottori. Der Verein, der in der Präfektur Tottori beheimatet ist, spielte in der dritten japanischen Liga, der J3 League. Sein Drittligadebüt gab Taiki Arai am 27. Juni 2020 im Auswärtsspiel gegen die U23-Mannschaft von Cerezo Osaka. Hier stand er in der Startelf und wurde nach der Halbzeitpause gegen Daisuke Sakai ausgewechselt. Nach 86 Drittligaspielen wechselte er zu Beginn der Saison 2023 zum Zweitligaaufsteiger Fujieda MYFC. Hier stand er zwei Spielzeiten unter Vertrag und absolvierte 56 Ligaspiele. Im Januar 2025 verpflichtete ihn der Erstligist Albirex Niigata.